# Lehmkuhle (Bottrop)
Lehmkuhle ist einer von 17 Stadtteilen der kreisfreien Stadt Bottrop.

## Einwohner
Etwa 3000 Menschen wohnen auf einer Fläche von eineinhalb Quadratkilometern.

## Lage
Im Süden grenzen die  A 42 und die Emscher den Stadtteil von Ebel ab. Im Westen liegt Vonderort.
Im Norden geht die Lehmkuhle fast nahtlos in den Bereich Stadtmitte über.

## Infrastruktur
Im Schienenpersonennahverkehr (SPNV) wird auf dem Stadtgebiet der Bahnhof Bottrop Hbf bedient.
Den Straßenpersonennahverkehr bedienen vor allem Busse der Vestischen Straßenbahnen GmbH.

## Belege
1. ↑  Lehmkuhle. Abgerufen am 24. Juli 2021.